# Comandante Toro (OPV-82)
El patrullero oceánico Comandante Toro (OPV-82) es un OPV de la clase OPV-80 de la Armada de Chile comisionado en 2009.

## Construcción y características
Construido por ASMAR en el astillero de Talcahuano, Chile, fue puesto en gradas en 2006, botado en 2008 y comisionado en 2009.

## Historia de servicio
El Comandante Toro estuvo asignado a la Cuarta Zona Naval con apostadero en Iquique de 2010 a 2018; y actualmente desde 2018 en la Primera Zona Naval con apostadero en Valparaíso.